# Jindřich Vybíral
Jindřich Vybíral (* 17. srpna 1960 Opava) je český historik umění a vysokoškolský pedagog, od února 2019 rektor Vysoké školy uměleckoprůmyslové v Praze.

## Život
V letech 1979 až 1984 vystudoval obory český jazyk a dějepis pro 5.-12. ročník na Pedagogické fakultě v Ostravě (později získal titul PaedDr.) a v letech 1983 až 1987 pak dějiny umění na Filozofické fakultě Univerzity Jana Evangelisty Purkyně v Brně, kde získal titul PhDr.. V roce 1997 obhájil kandidátskou práci v Ústavu teorie a dějin umění AV ČR (získal titul CSc.). V roce 1999 se habilitoval (získal titul doc.) v oboru dějiny umění, v roce 2004 byl v témže oboru jmenován profesorem.
V letech 1986 až 1989 působil na katedře výtvarné výchovy Pedagogické fakulty v Ostravě. Mezi roky 1989 a 1991 absolvoval studijní pobyt v Národní galerii v Praze. V letech 1991 až 1997 pracoval jako kurátor sbírky architektury v Národní galerii v Praze (od roku 1993 byl vedoucím sbírky).
V roce 1996 začal externě vyučovat na Vysoké škole uměleckoprůmyslové v Praze jako pedagog Katedry dějin umění a estetiky, od roku 2006 byl jmenován vedoucím katedry. V letech 1997 až 2003 působil jako prorektor školy.
V listopadu 2018 byl zvolen akademickým senátem kandidátem na funkci rektora Vysoké školy uměleckoprůmyslové v Praze. Do této pozice jej dne 31. ledna 2019 jmenoval prezident Miloš Zeman. Funkce se ujal od 1. února 2019 a nahradil tak dosavadního rektora Jindřicha Smetanu. V lednu 2023 jej prezident Miloš Zeman jmenoval rektorem i pro další funkční období.

## Dílo
Jindřich Vybíral se ve své vědecké práci věnuje především dějinám architektury a architektům 18. až 20. století. Zabývá se zámeckou, měšťanskou, industriální i funerální architekturou. Z architektů především českými, moravskými a slezskými Němci, jako byli Victor Fürth, Hubert Janitschek, Heinrich Fanta, Hubert Gessner nebo Josef Hoffmann. Monograficky zpracoval dílo slezského architekta Leopolda Bauera a Franze Damasa Deworezkého, Karla Bernischka nebo Josefa Marii Olbricha. Zmapoval stavby moravských architektů ze školy Otty Wagnera na Moravě a ve Slezsku. Zabýval se i vídeňským architektem Rudolfem Eitelbergerem. Zatím v poslední monografii z roku 2019 zpracoval Španělský a Německý sál na Pražském hradě v přestavbách z 19. století. 
Publikoval kolem 400 statí a několik monografií.
- Bibliografie prací Jindřicha Vybírala